# Cecil Hepworth
Cecil Milton Hepworth (Lambeth, Londres, 9 de marzo de 1874 – 9 de febrero de 1953) fue un guionista, director y productor de cine inglés. Hepworth fue uno de los fundadores de la industria fílmica británica. Su padre operaba una Linterna mágica, y se interesó en trabajar en el medio desde los primeros días del cine, con Birt Acres y Charles Urban. Escribió el primer libro británico sobre cine en 1897, y fundó la productora Hepworth and Co., posteriormente llamada Hepworth Manufacturing Company, y luego Hepworth Picture Plays. La compañía producía hasta tres películas a la semana, y a veces el propio Hepworth dirigía.

## Filmografía
- 1903  Alicia en el país de las maravillas.
- 1904 Rescatado por Rover.